# Janusz Habich

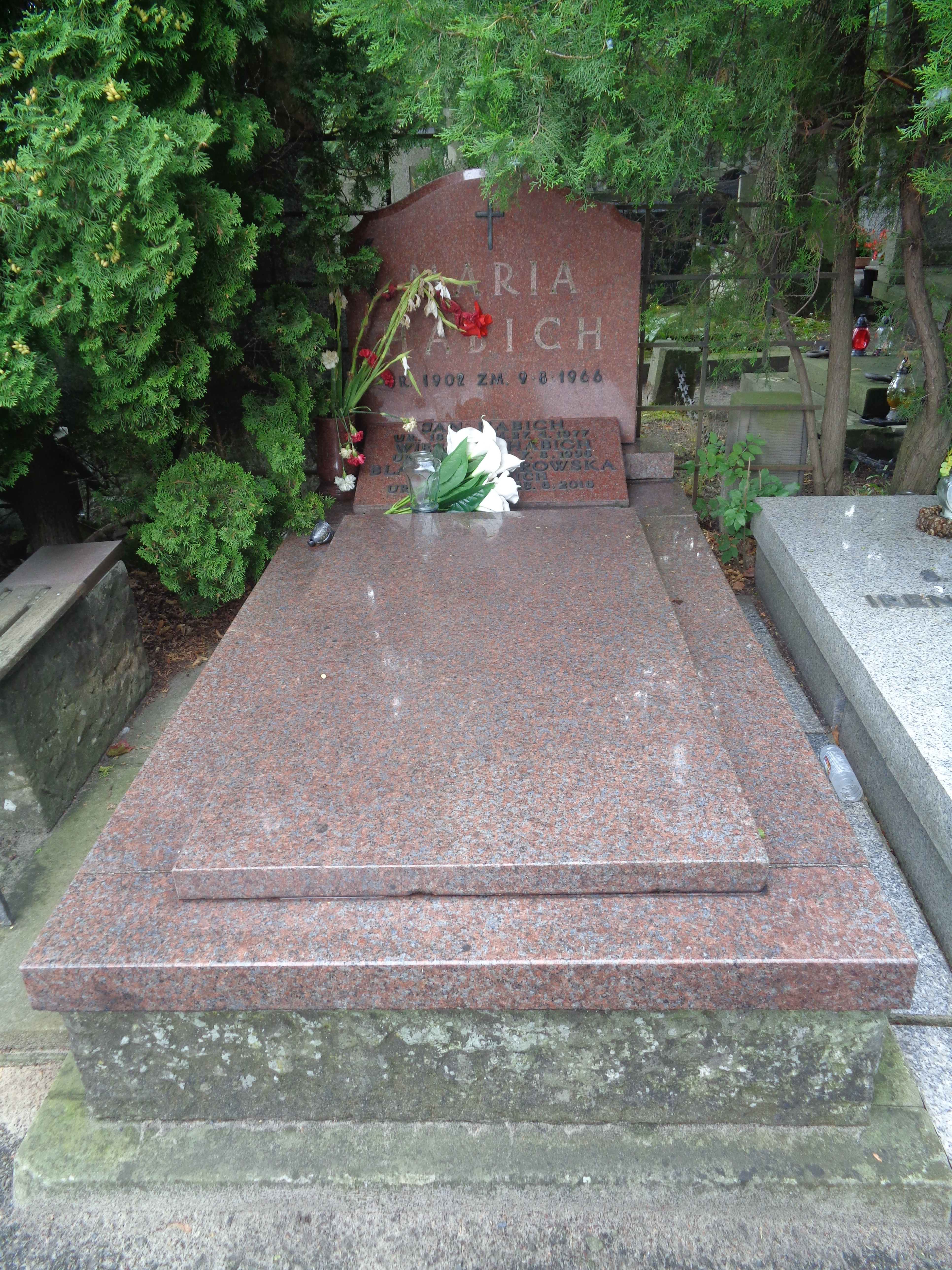
Grób Janusza Habicha na Cmentarzu Powązkowskim

Janusz Habich (ur. 15 lipca 1895 w Warszawie, zm. 20 kwietnia 1977 tamże) – polski lekkoatleta, jeden z pionierów tego sportu w niepodległej Polsce.

## Życiorys
Ukończył Gimnazjum Rontalera w Warszawie. Startował w zawodach lekkoatletycznych od 1913. W 1915 wstąpił do klubu Wisła Warszawa, a w 1917 do Polonii Warszawa, w której barwach pozostał do końca kariery. 
Zdobył trzy tytuły mistrza Polski. Na pierwszych mistrzostwach Polski w 1920 został mistrzem w biegu na 200 metrów i sztafecie 4 × 100 metrów  oraz wicemistrzem w biegu na 400 metrów. Zwyciężył również w sztafecie 4 × 400 metrów, ale była to konkurencja pokazowa (startowała tylko 1 sztafeta – reprezentacja Polski), W 1921 wygrał bieg na 400 metrów, a w  biegu na 100 metrów był drugi. Wystąpił w pierwszym meczu lekkoatletycznym reprezentacji Polski (był to trójmecz z Czechosłowacją i Jugosławią w 1922), startując na 100 metrów, 400 metrów i w obu sztafetach. Sześciokrotnie był rekordzistą Polski w sztafecie 4 × 100 metrów, sztafecie  4 × 400 metrów, sztafecie szwedzkiej i olimpijskiej.
Rekordy życiowe:
- bieg na 100 metrów – 11,6
- bieg na 200 metrów – 24,2
- bieg na 400 metrów – 53,4
- bieg na 800 metrów – 2:15,0

W 1923 zakończył karierę zawodniczą. Był działaczem Polonii Warszawa do wybuchu II wojny światowej. Po wojnie prowadził zakład rzemieślniczy obróbki metalowej w Warszawie na Woli. Spoczywa na cmentarzu Powązkowskim w Warszawie (kwatera 70, rząd 6, grób 2/3).